# Everton Football Club 2012-2013
Questa voce raccoglie le informazioni riguardanti l'Everton Football Club nelle competizioni ufficiali della stagione 2012-2013.

## Stagione

### Premier League
La stagione 2012-2013 dell'Everton rappresenta la 59ª stagione consecutiva nella massima categoria inglese. Nella finestra estiva di calciomercato i Toffees acquistano due giocatori importanti del calibro di Kevin Mirallas, prelevato dall'Olympiakos per 6 milioni di sterline, e Steven Naismith arrivato a vestire la casacca dell'Everton dopo la liquidazione successiva al fallimento dei Rangers. La stagione comincia con una vittoria nel big match contro il Manchester United, battuto per 1-0 con rete di Marouane Fellaini, il centrocampista belga che si affermerà capocannoniere stagionale dei Toffees siglando undici reti in tutte le competizioni. Con un totale di 31 risultati utili su 38 partite a disposizione, l'Everton riesce a chiudere la stagione in sesta posizione, miglior piazzamento dalla stagione 2009-10, terminando di due punti avanti ai rivali dell'Liverpool, ma non riuscendo comunque a centrare l'obiettivo Europa League a causa delle vittorie in FA Cup del Wigan e in League Cup dello Swansea, che qualificheranno di diritto le due vincitrici delle coppe nazionali alla competizione europea.
Il 9 maggio, l'Everton conferma che al termine della stagione l'allenatore David Moyes lascerà il club per approdare al Manchester United come successore di Sir Alex Ferguson. L'allenatore scozzese dei Toffees lascia la panchina dopo 11 anni, avendo collezionato un totale di 218 vittorie su 518 match disputati. Insieme all'addio di Moyes, l'Everton saluta anche il suo capitano Phil Neville che al termine della stagione si ritira dal calcio giocato, dopo 18 anni di carriera.

### FA Cup
Il cammino dell'Everton in FA Cup comincia da Cheltenham il 7 gennaio, quando i Toffees superano agilmente il turno infilando cinque reti al Cheltenham Town, team militante nella League Two. Al turno successivo l'Everton incontra i Trotters al Reebok Stadium, dove servirà un goal di Heitinga nei minuti di recupero per superare il Bolton. Un pareggio per 2-2 al quinto turno contro l'Oldham Athletic a Boundary Park, costringerà l'Everton a dover ripetere il match in casa; replay che vedrà i Toffees portare a casa la qualificazione vincendo per 3-1. L'esperienza in Coppa d'Inghilterra termina alle soglie del Wembley Stadium. Il sogno dell'accesso alle semifinali è infatti infranto dal Wigan Athletic che al Goodison Park realizza tre reti distanziate tra loro da soli tre minuti, eliminando così l'Everton dalla competizione.

### League Cup
La Capital One Cup vede al secondo turno l'Everton vittorioso sui londinesi del Leyton Orient per 5-0. Il torneo si interrompe con l'eliminazione nel turno successivo contro il Leeds United, che all'Elland Road vince per 2-1.

## Maglie e sponsor
Lo sponsor tecnico per la stagione 2012-2013 è Nike, il primo anno per il grande marchio americano come sponsor tecnico dei Toffeemen, mentre lo sponsor ufficiale è Chang Beer che ormai compare sulle divise dell'Everton dal lontano 2004.
| Casa | Trasferta | Terza divisa |

## Organigramma societario
Dal sito internet ufficiale della società.
Area direttiva
- Presidente: Bill Kenwright CBE
- Vice presidente: Jon Woods
- Direttori generali: Robert Earl, Sir Philip Carter CBE
- Amministratore delegato: Robert Elstone

Area organizzativa
- Team manager: David Moyes
- Life President: Sir Philip Carter CBE
- Vice Life President: Keith Tamlin
- Responsabile stadio: Alan Bowen

Area comunicazione
- Direttore comunicazione: Paul Tyrrell
- Responsabile media e comunicazioni: Mark Rowan

Area marketing
- Direttore commerciale: Dave Biggar
- Responsabile finanze: Martin Evans

Area tecnica
- Academy Manger: Alan Irvine

## Rosa
Rosa, numerazione e ruoli, tratti dal sito ufficiale, sono aggiornati al 1º febbraio 2013.
| N. |                        | Ruolo | Calciatore          |
| -- | ---------------------- | ----- | ------------------- |
| 1  | Slovacchia (bandiera)  | P     | Ján Mucha           |
| 2  | Inghilterra (bandiera) | D     | Tony Hibbert        |
| 3  | Inghilterra (bandiera) | D     | Leighton Baines     |
| 4  | Irlanda (bandiera)     | C     | Darron Gibson       |
| 5  | Paesi Bassi (bandiera) | D     | John Heitinga       |
| 6  | Inghilterra (bandiera) | D     | Phil Jagielka       |
| 7  | Croazia (bandiera)     | A     | Nikica Jelavić      |
| 8  | Costa Rica (bandiera)  | D     | Bryan Oviedo        |
| 11 | Belgio (bandiera)      | A     | Kevin Mirallas      |
| 14 | Scozia (bandiera)      | A     | Steven Naismith     |
| 15 | Francia (bandiera)     | D     | Sylvain Distin      |
| 16 | Germania (bandiera)    | D     | Thomas Hitzlsperger |
| 18 | Inghilterra (bandiera) | C     | Phil Neville        |

| N. |                        | Ruolo | Calciatore        |
| -- | ---------------------- | ----- | ----------------- |
| 19 | Francia (bandiera)     | A     | Magaye Gueye      |
| 21 | Inghilterra (bandiera) | C     | Leon Osman        |
| 22 | Sudafrica (bandiera)   | C     | Steven Pienaar    |
| 23 | Irlanda (bandiera)     | D     | Séamus Coleman    |
| 24 | Stati Uniti (bandiera) | P     | Tim Howard        |
| 25 | Belgio (bandiera)      | C     | Marouane Fellaini |
| 27 | Grecia (bandiera)      | A     | Apostolos Vellios |
| 28 | Nigeria (bandiera)     | A     | Victor Anichebe   |
| 30 | Portogallo (bandiera)  | C     | Francisco Júnior  |
| 34 | Irlanda (bandiera)     | C     | Shane Duffy       |
| 37 | Inghilterra (bandiera) | A     | Jose Baxter       |
| 43 | Inghilterra (bandiera) | A     | Conor McAleny     |
| -  | Inghilterra (bandiera) | D     | John Stones       |

## Calciomercato

### Sessione estiva (dall'1/7 all'1/9)
Il 4 luglio arriva in casa Everton il primo trasferimento, si tratta dell'attaccante dei Rangers Steven Naismith, che rifiuta il contratto della nuova compagnia succeduta dopo il fallimento dello storico team scozzese e si muove dunque alla corte del suo connazionale David Moyes.
Il 26 luglio, Tim Cahill dopo otto anni in Premier League spesi con la maglia dell'Everton, viene ceduto per la cifra di 1 milione di sterline ai New York Red Bulls.
Il 31 luglio, Steven Pienaar, l'anno precedente in prestito dal Tottenham, firma un contratto di permanenza che costa 4,5 milioni di sterline all'Everton.
Il 6 agosto, Joseph Yobo, che dal maggio 2010 giocava in Turchia in prestito, viene ufficialmente ceduto al Fenerbahçe.
Il 12 agosto, i campioni inglesi in carica del Manchester City comprano il giovane Jack Rodwell, per un totale di 12 milioni di sterline, con la possibilità di 5 milioni bonus in caso di ottime prestazioni.
| Acquisti | Acquisti            | Acquisti   | Acquisti                  |
| R.       | Nome                | da         | Modalità                  |
| -------- | ------------------- | ---------- | ------------------------- |
|          | Ben McLaughlin      | -          | svincolato                |
| C        | Steven Pienaar      | Tottenham  | definitivo (£4.5 milioni) |
| A        | Steven Naismith     | Rangers    | definitivo                |
| A        | Kevin Mirallas      | Olympiacos | definitivo (£6 milioni)   |
| D        | Bryan Oviedo        | Copenaghen | definitivo                |
| C        | Matthew Kennedy     | Kilmarnock | definitivo                |
| C        | Thomas Hitzlsperger | -          | svincolato                |

| Cessioni | Cessioni         | Cessioni           | Cessioni                      |
| R.       | Nome             | a                  | Modalità                      |
| -------- | ---------------- | ------------------ | ----------------------------- |
| P        | Marcus Hahnemann |                    | svincolato                    |
| D        | Aristote Nsiala  | Accrington Stanley | definitivo                    |
| D        | Joseph Yobo      | Fenerbahçe         | definitivo                    |
| C        | Tim Cahill       | N.Y. Red Bulls     | definitivo (£1 milione)       |
| C        | Adam Forshaw     | Brentford          | definitivo                    |
| C        | Femi Orenuga     |                    | svincolato                    |
| C        | Connor Roberts   |                    | svincolato                    |
| C        | Jack Rodwell     | Manchester City    | definitivo (£12 milioni)      |
| C        | James Wallace    | Tranmere           | definitivo                    |
| A        | Adam Davies      |                    | svincolato                    |
| A        | João SIlva       | Levski Sofia       | definitivo                    |
| A        | James McFadden   |                    | svincolato                    |
| C        | Ross Barkley     | Sheffield Weds     | prestito (dal 14/09 al 19/11) |

### Sessione invernale (dal 3/1 al 31/1)
| Acquisti | Acquisti    | Acquisti | Acquisti   |
| R.       | Nome        | da       | Modalità   |
| -------- | ----------- | -------- | ---------- |
| D        | John Stones |          | svincolato |

| Cessioni | Cessioni        | Cessioni         | Cessioni                        |
| R.       | Nome            | a                | Modalità                        |
| -------- | --------------- | ---------------- | ------------------------------- |
| C        | Ross Barkley    | Leeds Utd        | prestito (dall'11/01 al 12/02)  |
| A        | Anton Forrester | Blackburn        | definitivo (parametro zero)     |
| C        | Magaye Gueye    | Brest            | prestito fino a fine stagione   |
| D        | Johan Hammar    | Stockport County | prestito (dall'11/02 all'11/03) |

## Risultati

### Premier League

#### Girone d'andata
| Arbitro: | Marriner |

|              |           |  |
| Fellaini 57’ | Marcatori |  |

| Arbitro: | Oliver |

|               |           |                                     |
| El Ahmadi 74’ | Marcatori | 3’ Pienaar 31’ Fellaini 43’ Jelavic |

| Arbitro: | John Moss |

|                      |           |  |
| Long 65’ McAuley 82’ | Marcatori |  |

| Arbitro: | Jones |

|                         |           |             |
| Baines 15’ Anichebe 88’ | Marcatori | 49’, 90’ Ba |

| Arbitro: | Taylor |

|  |           |                                        |
|  | Marcatori | 21’ Anichebe 43’ Mirallas 82’ Fellaini |

| Arbitro: | Probert |

|                            |           |            |
| Osman 25’ Jelavić 32’, 38’ | Marcatori | 6’ Ramírez |

| Arbitro: | Friend |

|                       |           |                               |
| Koné 10’ Di Santo 23’ | Marcatori | 11’ Jelavić 87’ (rig.) Baines |

| Arbitro: | Moss |

|            |           |                        |
| Hoilett 2’ | Marcatori | 33’ (aut.) Julio Cesar |

| Arbitro: | Marriner |

|                        |           |                              |
| Osman 22’ Naismith 35’ | Marcatori | 14’ (aut.) Baines 20’ Suarez |

| Arbitro: | Swarbrick |

|                              |           |                   |
| Howard 7’ (aut.) Sidwell 90’ | Marcatori | 55’, 72’ Fellaini |

| Arbitro: | Mason |

|                          |           |             |
| Fellaini 76’ Jelavic 79’ | Marcatori | 45’ Johnson |

| Arbitro: | Atkinson |

|                           |           |              |
| le Fondre 51’, 79’ (rig.) | Marcatori | 10’ Naismith |

| Arbitro: | Jones |

|              |           |             |
| Naismith 12’ | Marcatori | 90’ Bassong |

| Arbitro: | Oliver |

|              |           |            |
| Fellaini 28’ | Marcatori | 1’ Walcott |

| Arbitro: | Probert |

|                  |           |              |
| Tevez 43’ (rig.) | Marcatori | 33’ Fellaini |

| Arbitro: | Mason |

|                            |           |             |
| Jelavić 90' + 2’, 90' + 3’ | Marcatori | 76’ Dempsey |

| Arbitro: | Halsey |

|           |           |                      |
| Jones 52’ | Marcatori | 36’ (aut.) Shawcross |

| Arbitro: | Taylor |

|          |           |                          |
| Cole 14’ | Marcatori | 64’ Anichebe 73’ Pienaar |

| Arbitro: | Mason |

|                        |           |          |
| Osman 52’ Jagielka 77’ | Marcatori | 82’ Koné |

| Arbitro: | Webb |

|            |           |                  |
| Pienaar 2’ | Marcatori | 42’, 72’ Lampard |

#### Girone di ritorno
| Arbitro: | Atkinson |

|          |           |                         |
| Cissè 2’ | Marcatori | 43’ Baines 60’ Anichebe |

| Liverpool 12 gennaio 2013, ore 15:00 BST 22ª giornata | Everton | 0 – 0 referto | Swansea | Goodison Park (35.782 spett.)\| Arbitro: \| Dowd \| |
| Arbitro:                                              | Dowd    |               |         |                                                     |

| Southampton 21 gennaio 2013, ore 20:00 BST 23ª giornata | Southampton | 0 – 0 referto | Everton | St Mary's Stadium (28.359 spett.)\| Arbitro: \| Swarbrick \| |
| Arbitro:                                                | Swarbrick   |               |         |                                                              |

| Arbitro: | Oliver |

|                 |           |          |
| Baines 29’, 45’ | Marcatori | 65’ Long |

| Arbitro: | Jones |

|                                |           |                                |
| Anichebe 21’ Fellaini 69’, 90’ | Marcatori | 2’, 61’ Benteke 24’ Agbonlahor |

| Arbitro: | Halsey |

|                          |           |  |
| Giggs 13’ Van Persie 45’ | Marcatori |  |

| Arbitro: | Mason |

|                     |           |           |
| Kamara 84’ Holt 90’ | Marcatori | 39’ Osman |

| Arbitro: | Taylor |

|                                       |           |                 |
| Fellaini 42’ Pienaar 59’ Mirallas 66’ | Marcatori | 84’ Robson-Kanu |

| Arbitro: | Probert |

|                       |           |  |
| Osman 32’ Jelavic 90’ | Marcatori |  |

| Arbitro: | Jones |

|              |           |  |
| Mirallas 28’ | Marcatori |  |

| Arbitro: | Marriner |

|                            |           |                           |
| Adebayor 1’ Sigurðsson 87’ | Marcatori | 15’ Jagielka 53’ Mirallas |

| Arbitro: | Mason |

|                         |           |  |
| Gibson 40’ Anichebe 56’ | Marcatori |  |

| Londra 16 aprile 2013, ore 19:45 BST 33ª giornata | Arsenal   | 0 – 0 referto | Everton | Emirates Stadium (60.071 spett.)\| Arbitro: \| Swarbrick \| |
| Arbitro:                                          | Swarbrick |               |         |                                                             |

| Arbitro: | Dowd |

|               |           |  |
| Sessègnon 45’ | Marcatori |  |

| Arbitro: | Moss |

|             |           |  |
| Pienaar 16’ | Marcatori |  |

| Liverpool 5 maggio 2013, ore 14:30 BST 36ª giornata | Liverpool | 0 – 0 referto | Everton | Anfield Road (44.941 spett.)\| Arbitro: \| Oliver \| |
| Arbitro:                                            | Oliver    |               |         |                                                      |

| Arbitro: | Dowd |

|                  |           |  |
| Mirallas 6’, 60’ | Marcatori |  |

| Arbitro: | Taylor |

|                    |           |              |
| Mata 7’ Torres 76’ | Marcatori | 14’ Naismith |

### League Cup
| Arbitro: | Roger East |

|                                                    |           |  |
| Mirallas 13’, 22’ Osman 29’ Anichebe 35’ Gueye 67’ | Marcatori |  |

| Arbitro: | Mason |

|                     |           |            |
| White 4’ Austin 70’ | Marcatori | 81’ Distin |

### F.A. Cup
| Arbitro: | Friend |

|          |           |                                                                  |
| Penn 51’ | Marcatori | 12’ Jelavic 21’ (pen.) Baines 49’ Osman 58’ Coleman 89’ Fellaini |

| Arbitro: | Atkinson |

|             |           |                          |
| Sordell 27’ | Marcatori | 18’ Pienaar 90’ Heitinga |

| Arbitro: | Dowd |

|                     |           |                           |
| Obita 13’ Smith 90’ | Marcatori | 24’ Anichebe 48’ Jagielka |

| Arbitro: | Oliver |

|                                          |           |           |
| Mirallas 15’ Baines 34’ (rig.) Osman 62’ | Marcatori | 64’ Smith |

| Arbitro: | Friend |

|  |           |                                      |
|  | Marcatori | 30’ Figueroa 31’ McManaman 33’ Gomez |

## Statistiche

### Statistiche di squadra
| Competizione   | Punti | In casa | In casa | In casa | In casa | In casa | In casa | In trasferta | In trasferta | In trasferta | In trasferta | In trasferta | In trasferta | Totale | Totale | Totale | Totale | Totale | Totale | DR  |
| Competizione   | Punti | G       | V       | N       | P       | Gf      | Gs      | G            | V            | N            | P            | Gf           | Gs           | G      | V      | N      | P      | Gf     | Gs     | DR  |
| -------------- | ----- | ------- | ------- | ------- | ------- | ------- | ------- | ------------ | ------------ | ------------ | ------------ | ------------ | ------------ | ------ | ------ | ------ | ------ | ------ | ------ | --- |
| Premier League | 63    | 19      | 12      | 6       | 1       | 33      | 17      | 19           | 4            | 9            | 6            | 22           | 23           | 38     | 16     | 15     | 7      | 55     | 40     | +15 |
| FA Cup         |       | 2       | 1       | 0       | 1       | 3       | 4       | 3            | 2            | 1            | 0            | 9            | 4            | 5      | 3      | 1      | 1      | 12     | 8      | +4  |
| League Cup     |       | 1       | 1       | 0       | 0       | 5       | 0       | 1            | 0            | 0            | 1            | 1            | 2            | 2      | 1      | 0      | 1      | 6      | 2      | +4  |

### Statistiche dei giocatori
| Giocatore       | Premier League | Premier League | Premier League | Premier League | FA Cup   | FA Cup | FA Cup      | FA Cup     | League Cup | League Cup | League Cup  | League Cup | Totale   | Totale | Totale      | Totale     |
| Giocatore       | Presenze       | Reti           | Ammonizioni    | Espulsioni     | Presenze | Reti   | Ammonizioni | Espulsioni | Presenze   | Reti       | Ammonizioni | Espulsioni | Presenze | Reti   | Ammonizioni | Espulsioni |
| --------------- | -------------- | -------------- | -------------- | -------------- | -------- | ------ | ----------- | ---------- | ---------- | ---------- | ----------- | ---------- | -------- | ------ | ----------- | ---------- |
| V. Anichebe     | 26             | 6              | 2              | 0              | 4        | 1      | 0           | 0          | 2          | 1          | 0           | 0          | 32       | 8      | 2           | 0          |
| L. Baines       | 38             | 6              | 2              | 0              | 5        | 3      | 0           | 0          | 1          | 0          | 0           | 0          | 44       | 9      | 2           | 0          |
| R. Barkley      | 7              | 0              | 2              | 0              | 1        | 0      | 0           | 0          | 1          | 0          | 0           | 0          | 9        | 0      | 2           | 0          |
| S. Coleman      | 26             | 0              | 4              | 0              | 3        | 1      | 0           | 0          | 2          | 0          | 0           | 0          | 31       | 1      | 4           | 0          |
| S. Distin       | 34             | 0              | 2              | 0              | 5        | 0      | 0           | 0          | 1          | 1          | 0           | 0          | 40       | 1      | 2           | 0          |
| S. Duffy        | 1              | 0              | 0              | 0              | 1        | 0      | 0           | 0          | 1          | 0          | 0           | 0          | 3        | 0      | 0           | 0          |
| M. Fellaini     | 31             | 11             | 9              | 0              | 4        | 1      | 2           | 0          | 1          | 0          | 1           | 0          | 36       | 12     | 12          | 0          |
| L. Garbutt      | 0              | 0              | 0              | 0              | 0        | 0      | 0           | 0          | 1          | 0          | 0           | 0          | 1        | 0      | 0           | 0          |
| D. Gibson       | 22             | 1              | 4              | 1              | 3        | 0      | 1           | 0          | 1          | 0          | 0           | 0          | 26       | 1      | 5           | 1          |
| M. Gueye        | 2              | 0              | 0              | 0              | 2        | 0      | 0           | 0          | 2          | 1          | 0           | 0          | 6        | 1      | 0           | 0          |
| J. Heitinga     | 25             | 0              | 5              | 0              | 2        | 1      | 0           | 0          | 2          | 0          | 1           | 0          | 29       | 1      | 6           | 0          |
| T. Hibbert      | 6              | 0              | 1              | 0              | 0        | 0      | 0           | 0          | 0          | 0          | 0           | 0          | 6        | 0      | 1           | 0          |
| T. Hitzlsperger | 7              | 0              | 0              | 0              | 2        | 0      | 0           | 0          | 0          | 0          | 0           | 0          | 9        | 0      | 0           | 0          |
| T. Howard       | 36             | -37            | 0              | 0              | 4        | -5     | 0           | 0          | 0          | 0          | 0           | 0          | 40       | -42    | 0           | 0          |
| P. Jagielka     | 36             | 2              | 1              | 0              | 3        | 1      | 0           | 0          | 1          | 0          | 0           | 0          | 40       | 3      | 1           | 0          |
| N. Jelavic      | 37             | 7              | 4              | 0              | 5        | 1      | 0           | 0          | 1          | 0          | 0           | 0          | 43       | 8      | 4           | 0          |
| F. Junior       | 0              | 0              | 0              | 0              | 0        | 0      | 0           | 0          | 1          | 0          | 0           | 0          | 1        | 0      | 0           | 0          |
| M. Kennedy      | 0              | 0              | 0              | 0              | 0        | 0      | 0           | 0          | 0          | 0          | 0           | 0          | 0        | 0      | 0           | 0          |
| C. McAleny      | 0              | 0              | 0              | 0              | 0        | 0      | 0           | 0          | 0          | 0          | 0           | 0          | 0        | 0      | 0           | 0          |
| K. Mirallas     | 27             | 6              | 3              | 0              | 4        | 1      | 0           | 0          | 2          | 2          | 0           | 0          | 33       | 9      | 3           | 0          |
| J. Mucha        | 2              | -1             | 0              | 0              | 1        | -3     | 0           | 0          | 2          | -2         | 0           | 0          | 5        | -6     | 0           | 0          |
| S. Naismith     | 30             | 4              | 0              | 0              | 1        | 0      | 0           | 0          | 2          | 1          | 0           | 0          | 33       | 5      | 0           | 0          |
| P. Neville      | 18             | 0              | 4              | 0              | 5        | 0      | 2           | 0          | 2          | 0          | 0           | 0          | 25       | 0      | 6           | 0          |
| L. Osman        | 36             | 4              | 9              | 0              | 5        | 2      | 1           | 0          | 1          | 0          | 0           | 0          | 42       | 6      | 10          | 0          |
| B. Oviedo       | 13             | 0              | 1              | 0              | 2        | 0      | 0           | 0          | 1          | 0          | 1           | 0          | 16       | 0      | 2           | 0          |
| S. Pienaar      | 35             | 6              | 6              | 2              | 4        | 1      | 0           | 0          | 1          | 0          | 0           | 0          | 40       | 7      | 6           | 2          |
| A. Vellios      | 6              | 0              | 0              | 0              | 0        | 0      | 0           | 0          | 0          | 0          | 0           | 0          | 6        | 0      | 0           | 0          |